# Al-Hitan
Vádí Al-Hitan (arabsky وادي الحيتان‎, Wádí al-Ḥítán, v překladu Údolí velryb) je paleontologické naleziště v Egyptském guvernorátu Fajjúm, 150 km jihozápadně od Káhiry.
V roce 2005 bylo přidáno na Seznam světového dědictví UNESCO, a to kvůli stovkám fosilií jednoho z nejstarších druhů velryb: archaeoceti (dnes již vyhynulé skupiny). Na světě není žádné jiné místo, na kterém by se nacházel takový počet a koncentrace těchto fosilií.

## Galerie

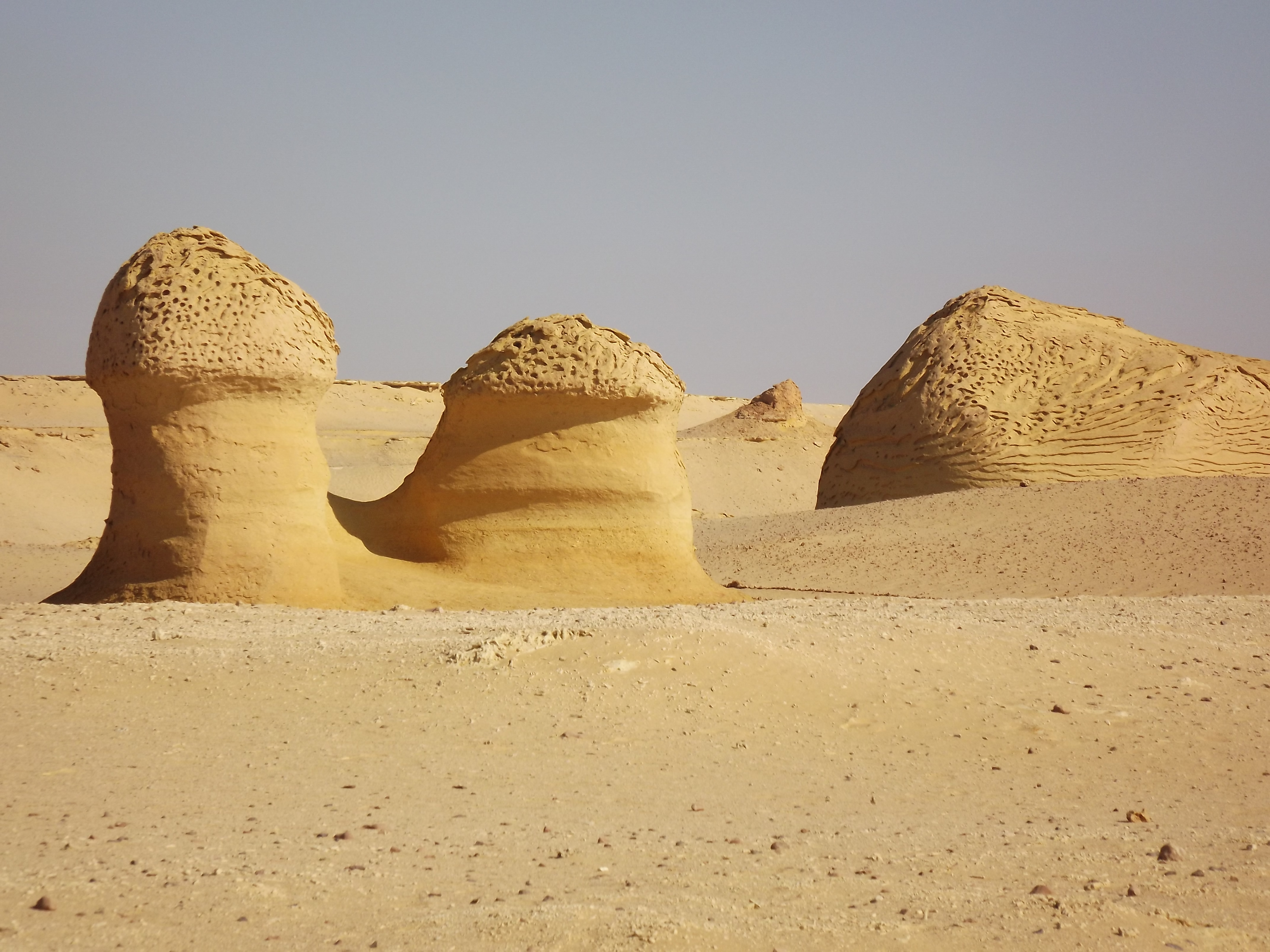
Tvary v poušti
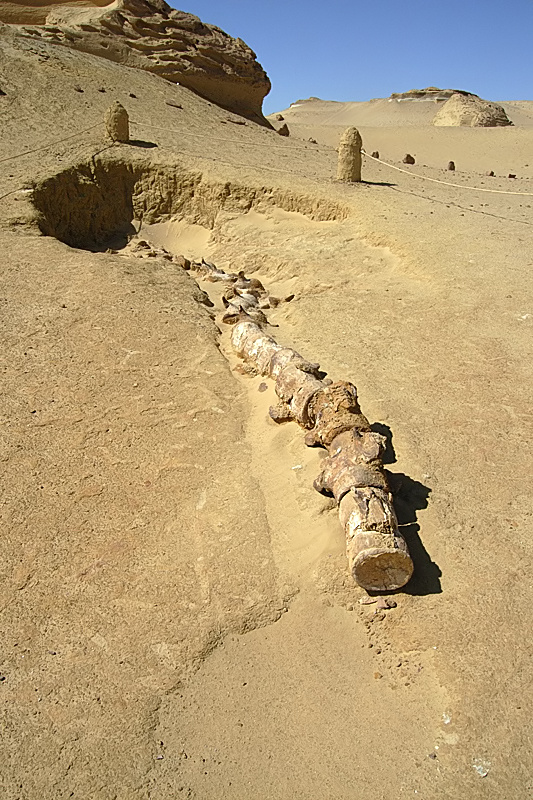
Jedna z koster
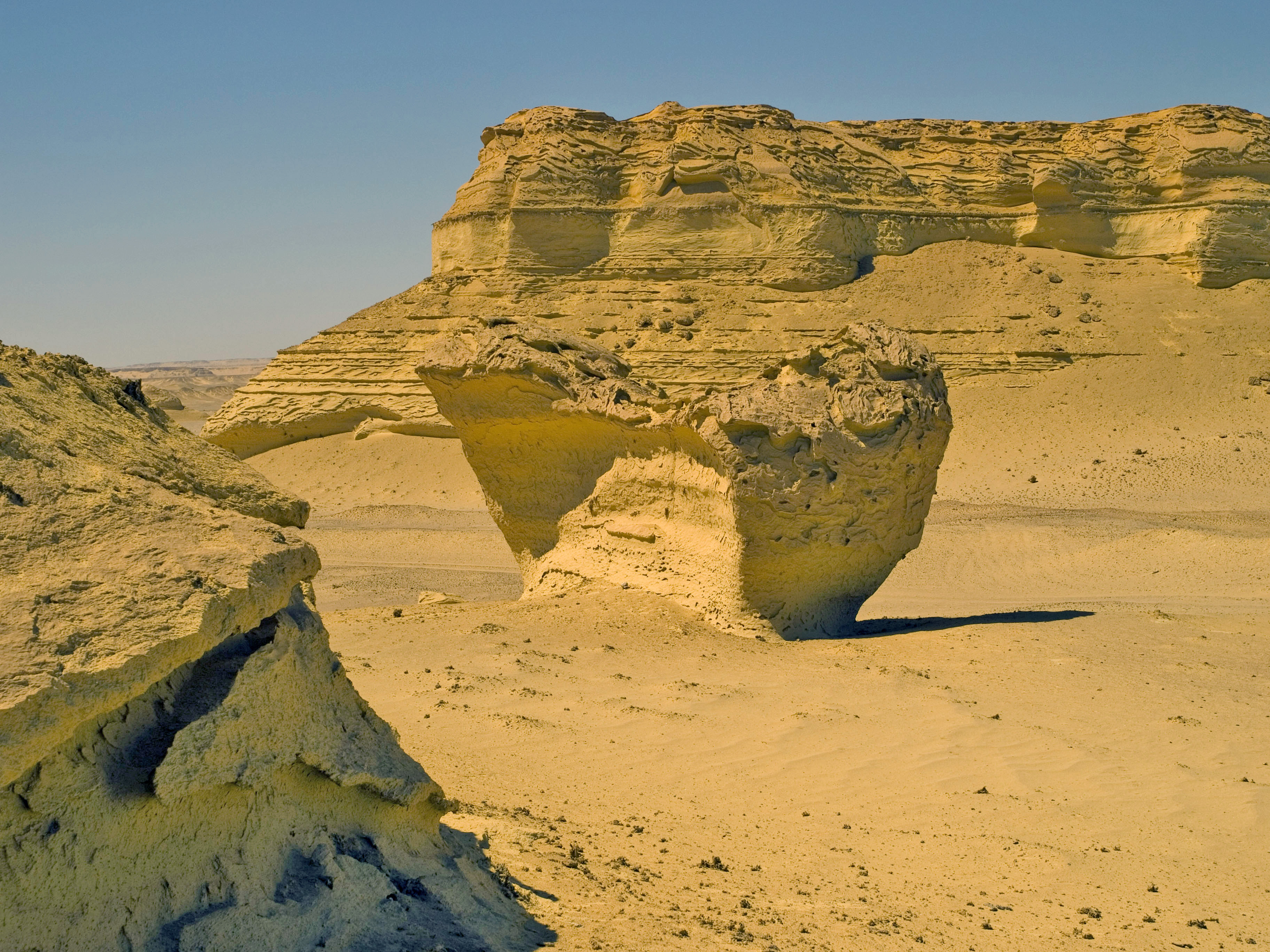
Okolí naleziště
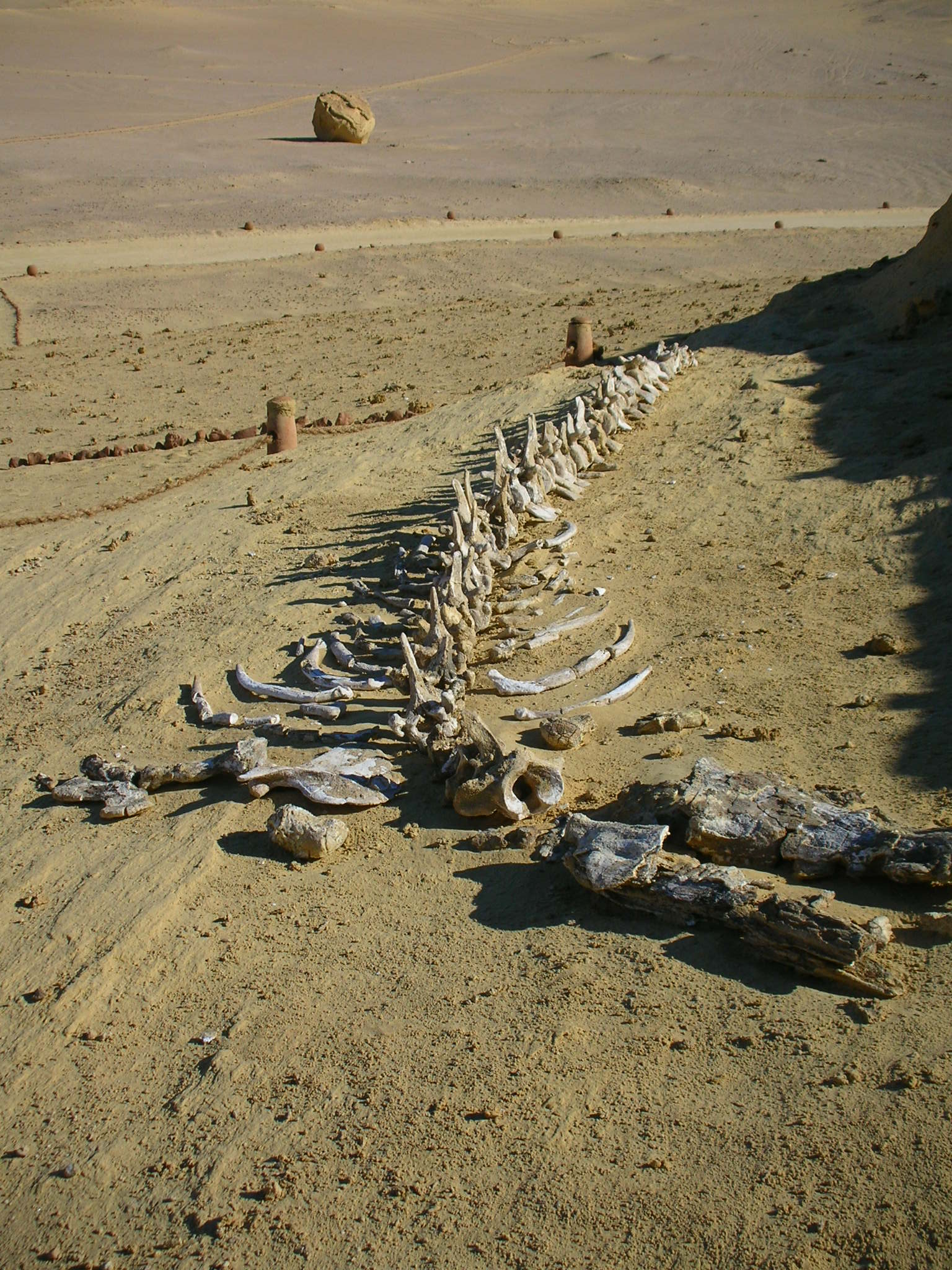
Dorudon atrox
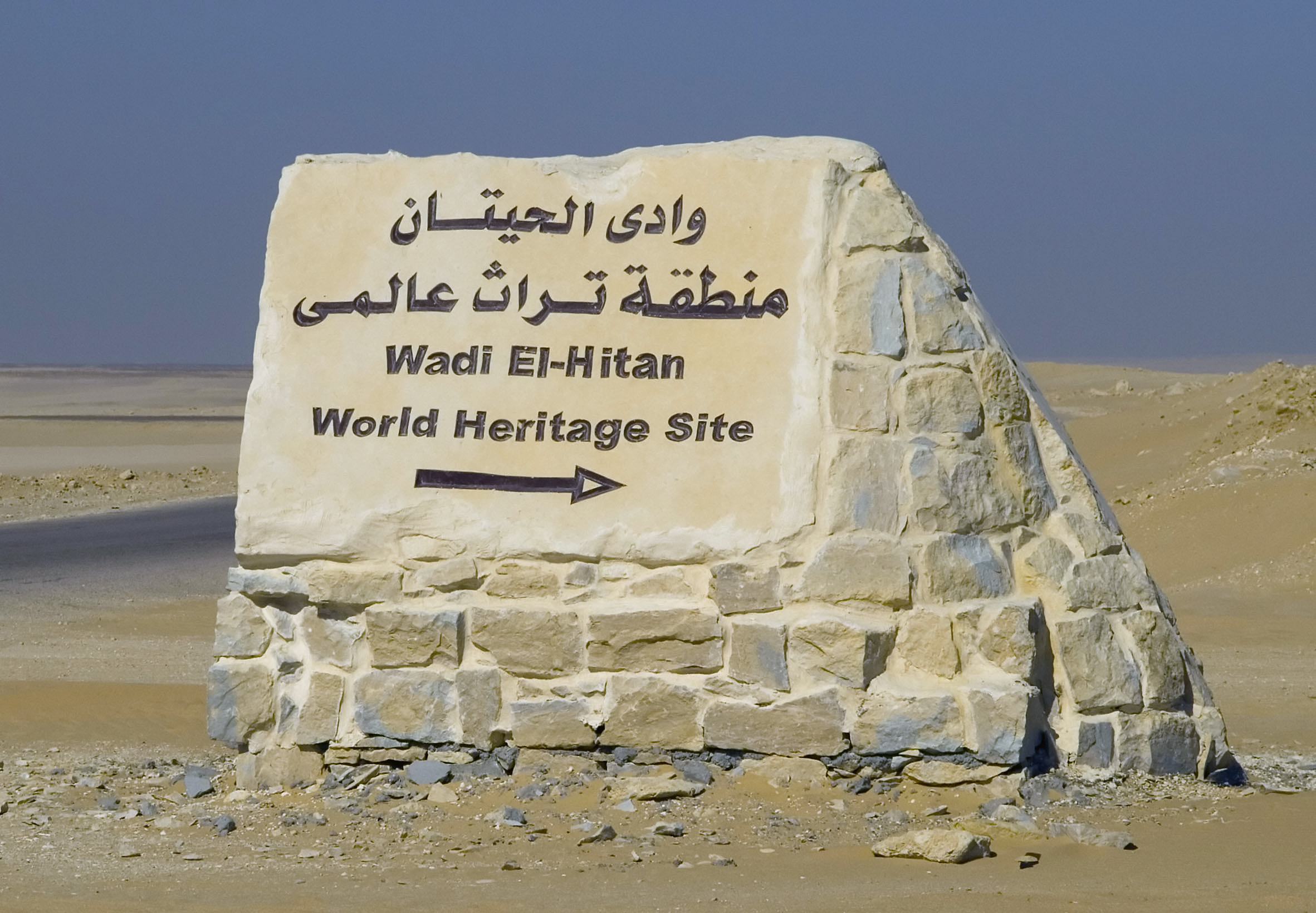
Označení lokality